# Tamara Matos Hoffmann
Pour les articles homonymes, voir Matos et Hoffmann.
Tamara Matos Hoffmann, née le 19 juillet 1985 à Rondonópolis au Brésil, est une ancienne joueuse brésilienne de volley-ball du poste de centrale.

## Biographie
Elle naît à Rondonópolis, ville de l'État brésilien du Mato Grosso.

### Carrière
Influencée par ses parents, notamment par son père ancien volleyeur, elle quitte le foyer familial à l'âge de quatorze ans. Après quatre années et plusieurs étapes, dont une à Belo Horizonte, elle quitte le Brésil pour le championnat portugais. En 2011, elle rejoint la Ligue A française en s'engageant avec le Stella Étoile sportive Calais. Avec le club nordiste, elle est finaliste de la Coupe de France en 2013.
De 2013 à 2020, elle évolue au Pays d'Aix Venelles où elle devient une des joueuses emblématiques. Entraînée par Félix André à partir de 2014, elle est nommée capitaine du PAVVB un an après sa prise de fonction et le restera durant cinq saisons. Elle fait partie de l'équipe qui remporte la Coupe de France 2017 face à Béziers, représentant le premier trophée dans l'histoire du club provençal. Elle met un terme à sa carrière de joueuse à l'issue de son expérience avec Venelles.

## Clubs
- CA Trofa (2007–2010)
- SES Calais (2011–2013)
- Pays d'Aix Venelles (2013–2020)

## Palmarès
au Portugal
- Championnat du Portugal (3) :
  - Vainqueur en 2008, 2009, 2010.

- Supercoupe du Portugal (2) :
  - Vainqueur en 2007, 2009.

en France
- Coupe de France (1) :
  - Vainqueur en 2017.
  - Finaliste en 2013.

- Supercoupe de France :
  - Finaliste en 2017.